# Demostración (militar)
En terminología militar, la demostración es un truco militar, cuyo propósito es desviar las fuerzas y la atención del enemigo de la dirección del ataque principal imitando un ataque en una dirección secundaria.
Un ejemplo de demostración en la guerra civil estadounidense fue en la batalla de Gettysburg donde, el 2 de julio de 1863, el general Robert E. Lee ordenó al Teniente General Richard S. Ewell que organizara una demostración contra Culp's Hill en el flanco derecho de la Unión mientras que el teniente general James Longstreet lanzó el ataque principal contra el flanco izquierdo de la Unión.
Una maniobra de distracción relacionada, la finta, a diferencia de una demostración, implica un contacto real con el enemigo.